# Meridià (revista)
Meridià va ser una revista catalana de periodicitat setmanal dirigida per Antoni Fuster Valldeperes. El primer número es va publicar el 14 de gener de 1938 i se'n van publicar més de 50 números fins al 14 gener de 1939.
Pel que fa al format de la revista, el setmanari tenia 8 pàgines a 4 columnes amb una mida de 500x350 mm. Estava impresa a la casa Clarassó situada al carrer Villarroel 17 de Barcelona i tenia la redacció al Passeig de Gràcia 19 bis. de la mateixa ciutat. Cada número costava cinquanta cèntims pesseta.

## Temes i Col·laboradors
La revista estava dedicada a la política, l'art i la literatura. Portava per subtítol Tribuna del Front Intel·lectual Antifeixista i va intentar mantenir el prestigi de l'antiga revista anomenada Mirador.
És molt important la influència del PSUC en la direcció del setmanari. Tanmateix, hi havia un cert eclecticisme en la direcció i en la col·laboració de la revista. Les pàgines de Meridià contenien temes molt diversos i pertanyents a una gran diversitat d'estils. La revista era de gran qualitat amb moltes imatges i fotografies que il·lustraven tots els treballs que s'hi publicaven. A més a més, tenia una excel·lent disposició tipogràfica.
Els treballs estaven agrupats en diversos apartats que corresponien a Col·laboració, Política, Les Arts, Les Lletres, Espectacles i un apartat d'Humor. Els redactors del setmanari eren Sebastià Gash, Domènec Guansé, Lluís Montanyà, Joan Oliver, Josep Roure i Torent, Manuel Serra i Moret, Manuel Valldeperes i com a cap de redacció hi havia Joan Merlí. Al cap d'un temps, a causa de les circumstàncies, aquesta plantilla va canviar lleugerament.
La col·laboració habitual de Meridià era molt extensa. Hi trobem treballs de Pere Quart, Pau Balcells, Joan Comorera, Joan Peiró, Avel·lí Artís-Gener, Ramon Vinyes i Cluet, Francesc Trabal, A. Rovira i Virgili, Rafael Tasis i Marca, Manuel Serra i Moret, C. A. Jordana, Jaume Serra Hunter, Felip Barjau i Riera, Josep Sol, entre molts altres. La part artística anava a càrrec d'importants dibuixants com Tísner, Apa, Arteche, Viader, Martí Bas, Calders, etcètera.
La importància literària de Meridià és molt remarcable i és un bon document històric de l'època convulsa en la qual es va publicar.